# Sierra de Alvão

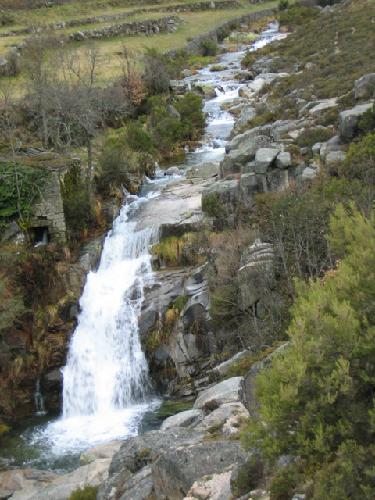
Cascada de Agarez.

La sierra de Alvão (Serra do Alvão, en portugués) es una cadena montañosa de Portugal, situada en el distrito de Vila Real, cercana a Vila Pouca de Aguiar, constituyendo una prolongación hacia el norte de la Sierra de Marão. Su máxima elevación es el Alto das Caravelas, que alcanza los 1283 m de altitud.
En su composición predominan el granito y en menor medida los esquistos, separados por afloramientos de cuarcita. En esta sierra se encuentra el parque natural do Alvão.
El principal atractivo turístico de esta sierra son las cascadas de Fisgas do Ermelo y de Agarez.